# Angelica Alm
Angelica Irena Genowefa Alm Ekblad, född den 13 juni 1980 i Burseryd i Jönköpings län, och uppväxt i Malmö, är en svensk musiker och pianist.  och var mellan 2011 och 2014 en av lagledarna och pianisterna i TV-programmet Så ska det låta. Inför vårsäsongen 2015 valde Alm att lämna programmet för att satsa på sin egen musik.